# شلالات ريبون
شلالات ريبون تقع في الطرف الشمالي لبحيرة فيكتوريا في أوغندا. كانت تعتبر في السابق مصدر المياه في نهر النيل. في عام 1862-1863 كان جون هانينج سبيك أول أوروبي يتبع مجرى مجرى النيل بعد اكتشاف الشلالات التي حددها حدسه كمصدر لنهر النيل.
تسقط المياه من شلالات ريبون في فتحة ضيقة وهذا هو المكان الذي يعتقد بعض الناس أن نهر النيل يبدأ فيه. أطلق سبيك على الشلالات اسم جورج روبنسون الذي كان رئيسًا للجمعية الجغرافية الملكية خلال الفترة 1859-1860.
تعتبر الشلالات منفذاً طبيعياً لبحيرة فيكتوريا. وفي عام 1954 تم الانتهاء من بناء سد أوين فولز (سد نالوبالي حاليا)، مما أدى بشكل فعال إلى توسيع بحيرة فيكتوريا وغمر شلالات ريبون بالمياه.

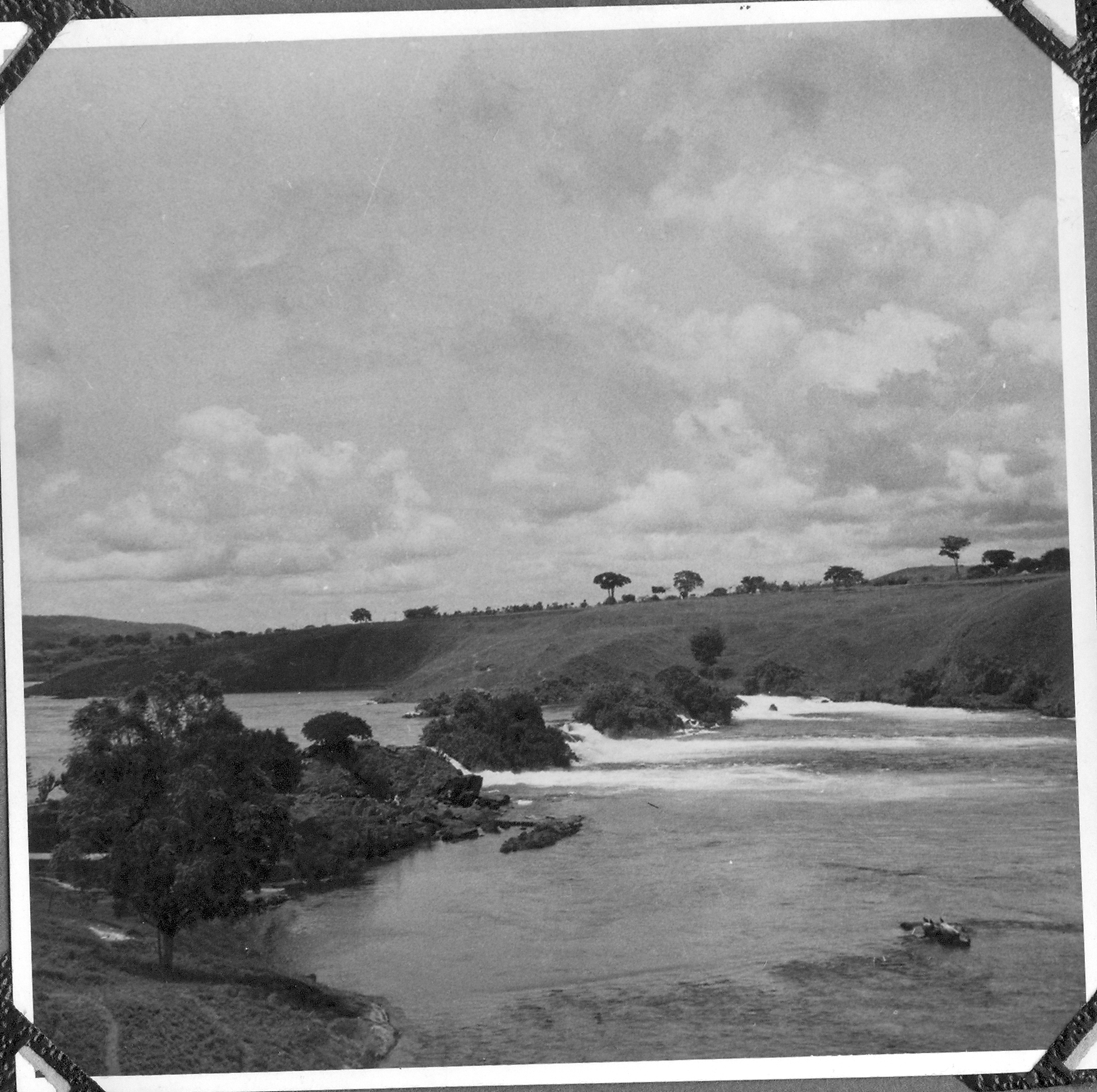
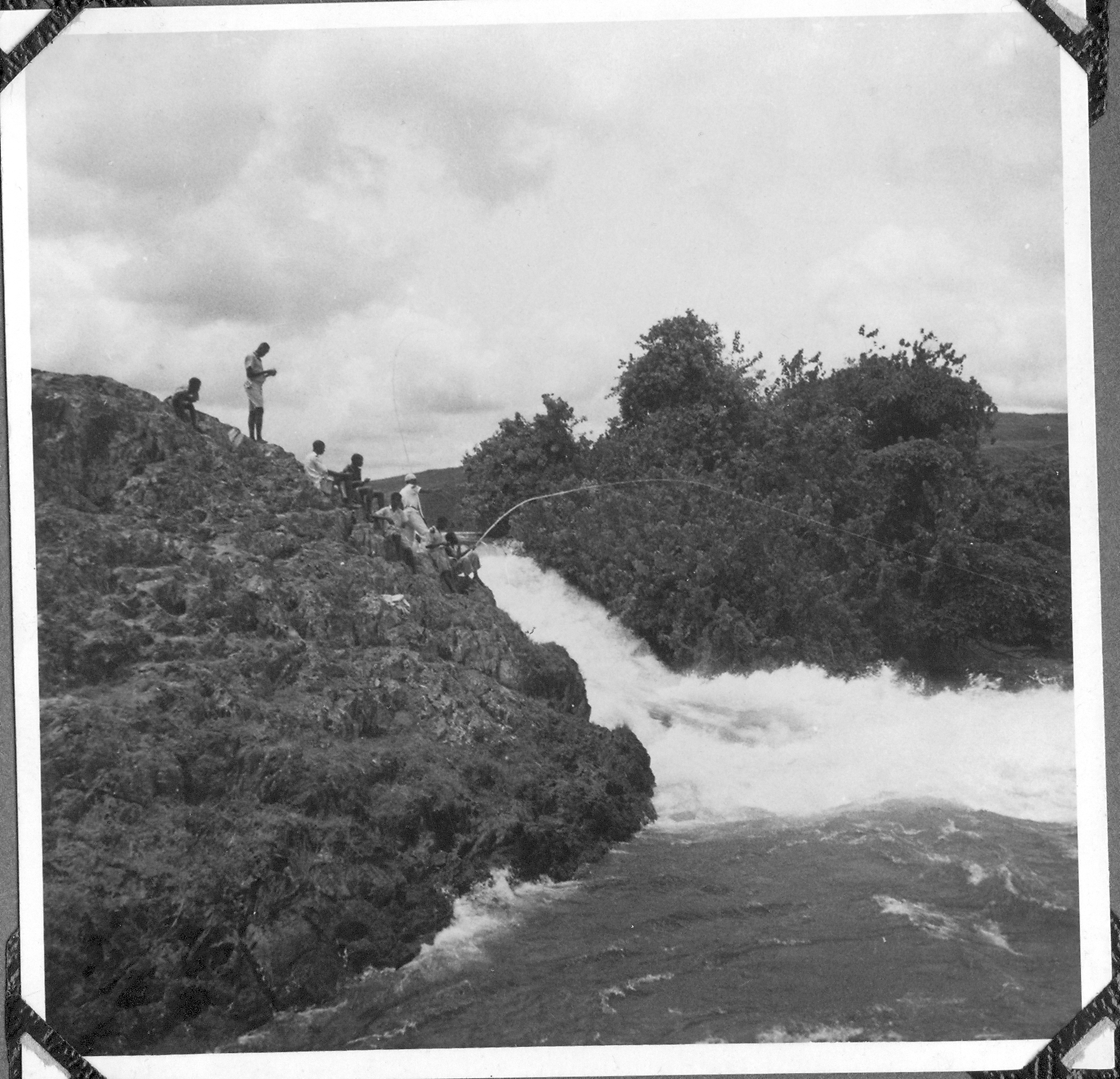
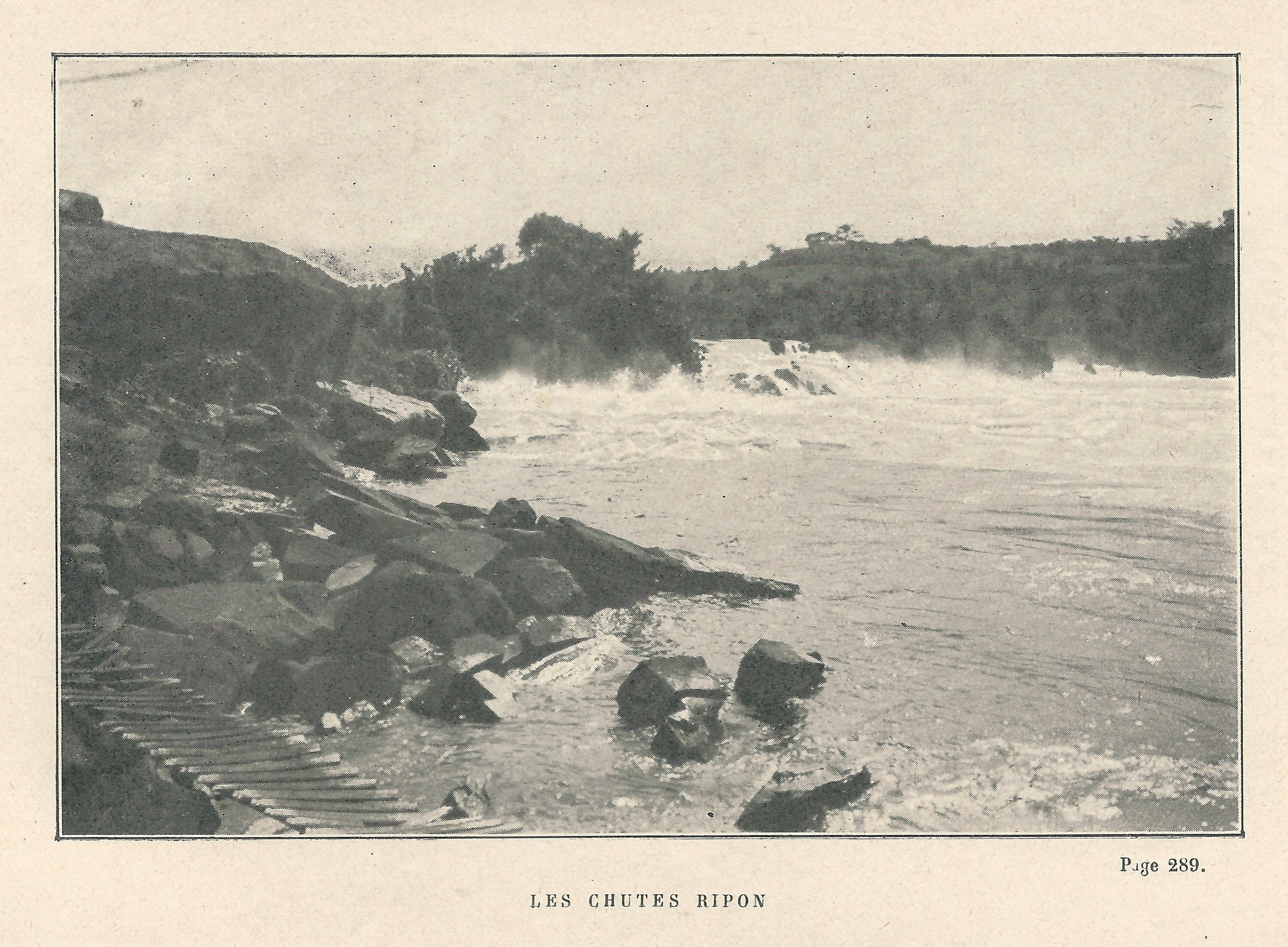